# Augusto Álvaro da Silva
Dom Augusto Álvaro da Silva (Recife, 8 de abril de 1876 — Salvador, 14 de agosto de 1968) foi um cardeal brasileiro.

## Biografia
Nascido em Recife, estudou no Seminário Diocesano de Olinda, sendo ordenado padre em 5 de março de 1899. Eleito bispo de Floresta, diocese recém criada, em 12 de maio de 1911, sendo consagrado em 22 de outubro, por Luís Raimundo da Silva Brito, arcebispo de Olinda, assistido por Francisco de Paula e Silva, CM, bispo de São Luís do Maranhão, e por Joaquim Antônio de Almeida, bispo de Natal. Foi transferido para a diocese de Barra do Rio Grande em 25 de junho de 1915.

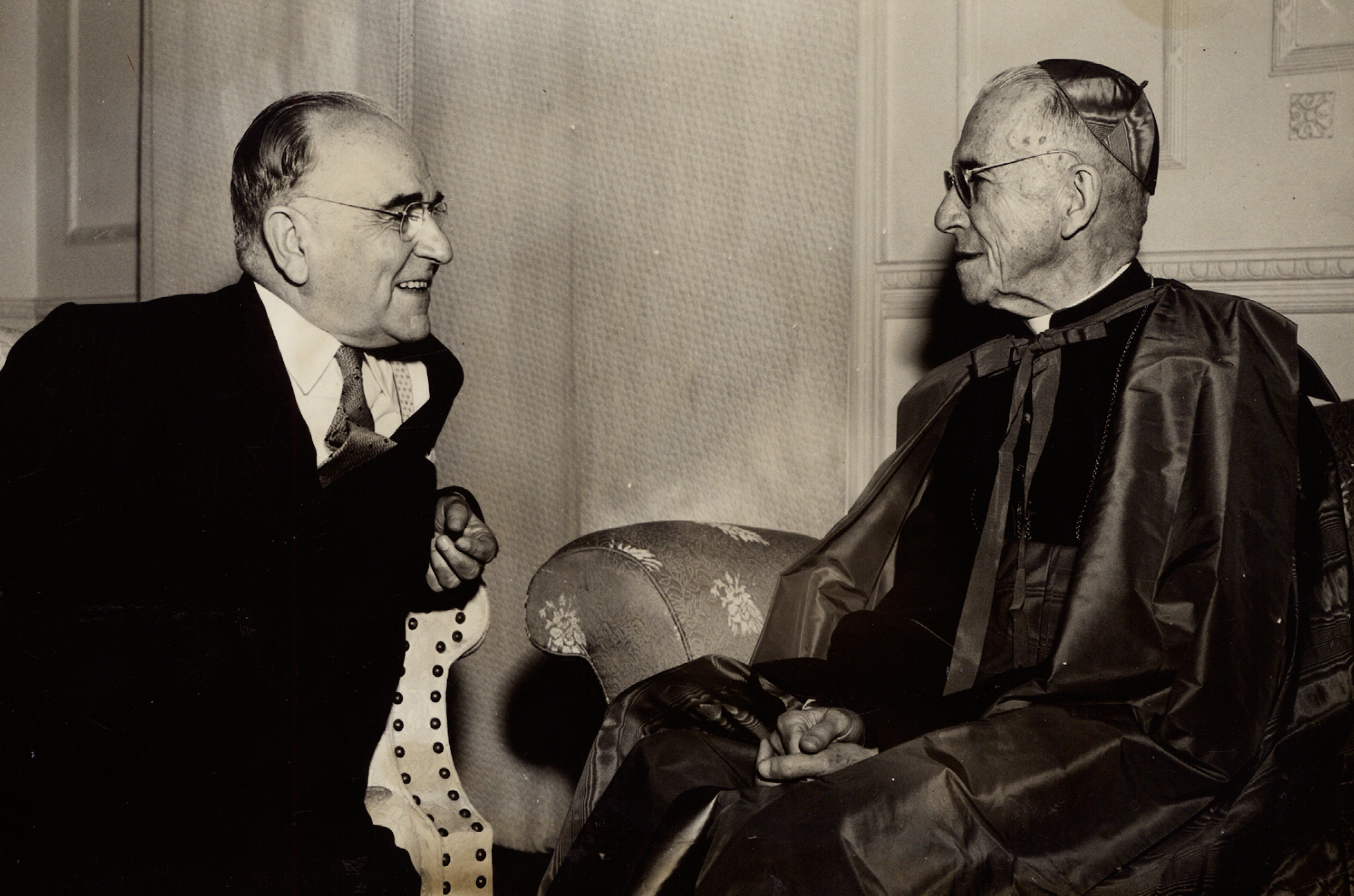
Com Getúlio Vargas.

Promovido a sé metropolitana de São Salvador da Bahia em 18 de dezembro de 1924. Em agosto de 1935, recebeu o título de conde do papa Pio XI e foi assistente no Trono Pontifício em 22 de fevereiro de 1936.
Seu governo como Arcebispo de Salvador foi marcado pela demolição da antiga Sé da Bahia em 7 de agosto de 1933 mudando-se para a atual catedral.
Foi criado cardeal-presbítero no consistório de 12 de janeiro de 1953, recebendo o barrete cardinalício e o título de Santo Ângelo em Pescheria, diaconia elevada pro illa vice a título em 15 de janeiro. Frequentou a Primeira Conferência Geral do Episcopado Latino-Americano, no Rio de Janeiro, entre 25 de julho e 4 de agosto de 1955. Frequentou o Concílio Vaticano II, entre 1962 e 1965.
Faleceu em 14 de agosto de 1968, em Salvador. Foi sepultado na Catedral-Basílica Primacial de São Salvador. Na sua morte, ele era o mais idoso membro do Colégio dos Cardeais.

## Conclaves
- Conclave de 1958 - participou da eleição do Papa João XXIII
- Conclave de 1963 - participou da eleição do Papa Paulo VI